# 유봉세
유봉세(劉奉世, ? ~ ?)는 전한의 제후로, 노효왕의 손자이다.

## 행적
아버지 유홍의 뒤를 이어 창려후(昌慮侯)에 봉해졌다.
시호를 희(釐)라 하였고, 아들 유개가 작위를 이었다.

## 출전
- 반고, 《한서》 권15하 왕자후표 下

| 선대 아버지 창려강후 유홍 | 전한의 창려후 ? ~ ? | 후대 아들 유개 |